# Kemeneshőgyész
Kemeneshőgyész è un comune dell'Ungheria di 590 abitanti (dati 2001). È situato nella contea di Veszprém.